# Zhomart Satubaldin
Zhomart Satubaldin (Almatý, 11 de julio de 1975) es un deportista kazajo que compitió en piragüismo en la modalidad de aguas tranquilas. Ganó una medalla de bronce en el Campeonato Mundial de Piragüismo de 2005 en la prueba de C1 200 m.
Participó en los Juegos Olímpicos de Sídney 2000, donde fue séptimo en la prueba de C2 500 m, y eliminado en las semifinales de la prueba de C2 1000 m.

## Palmarés internacional
| Campeonato Mundial | Campeonato Mundial | Campeonato Mundial | Campeonato Mundial |
| Año                | Lugar              | Medalla            | Evento             |
| ------------------ | ------------------ | ------------------ | ------------------ |
| 2005               | Zagreb (Croacia)   | Medalla de bronce  | C1 200 m           |